# 山打根机场
山打根机场 (IATA: SDK, ICAO: WBKS)是马来西亚沙巴山打根的机场。机场离市区约9公里，主要服务沙巴山打根及周边地区，是继亚庇国际机场和斗湖机场的沙巴第三繁忙机场。机场有两个跑道，跑道长2133米、宽60米。该机场在2014年服务90万名乘客。2012年，政府规划扩建机场航站楼。2014年尾，机场航站楼扩建工程完工。2015年中甸，政府再次宣布扩建机场跑道至2987米，以满足未来需求。

## 航点
| 航空公司                                | 目的地           |
| --------------------------------------- | ---------------- |
| 亚洲航空                                | 亚庇、吉隆坡     |
| 马来西亚航空                            | 亚庇、吉隆坡     |
| 馬來西亞航空 （由馬來西亞之翼航空營運） | 拿笃、斗湖、古达 |
| 马来西亚峇迪航空                        | 吉隆坡           |

## 新闻
16.07.2013 联邦拨7千万提升 根机场明年杪完工

30.05.2011 山打根机场扩建成为国际机场发展计划